# Pierre-Marie Gaurand
Pierre-Marie Gaurand est un notaire et un homme politique français né le 21 janvier 1886 à Montbrison, dans le département de la Loire et mort le 3 mars 1943 dans sa ville natale.

## Biographie
Après ses études de droit et après avoir servi dans l'armée comme soldat lors de la Première Guerre mondiale, il s'établit notaire dans sa ville de Montbrison. Il entre en politique en 1928 en devenant conseiller général de la Loire. Décidé à ne pas se représenter en 1934, les anciens combattants de son canton le persuadent de se porter à nouveau candidat.
En 1936, il se présente comme candidat de l'Alliance démocratique aux élections législatives. Il siège à l'Alliance des républicains de gauche et des radicaux indépendants, le principal groupe parlementaire de l'AD. Il vote, le 10 juillet 1940, en faveur de la remise des pleins pouvoirs au Maréchal Pétain.
Il se retire ensuite dans sa ville de Montbrison où il meurt avant la Libération du territoire.